# ۱۷۸۱ (میلادی)
۱۷۸۱ (میلادی) هزار و هفتصد و هشتاد و یکمین سال تقویم میلادی است.

## رویدادها
- بخش بزرگی از اجرام مسیه در این سال و توسط پیر مچاین کشف شدند

## زادگان
- ۲۶ ژانویه – لودویگ آخیم فن آرنیم، نویسنده و شاعر آلمانی (د. ۱۸۳۱)
- ۲۱ ژوئن – سیمون دنی پواسون، ریاضی‌دان، ستاره‌شناس، و فیزیک‌دان فرانسوی (د. ۱۸۴۰)
- ۲۷ ژوئیه – مائورو جولیانی، آهنگساز ایتالیایی (د. ۱۸۲۹)
- ۵ سپتامبر – آنتون دیابلی، آهنگساز و پیانیست اتریشی (د. ۱۸۵۸)

## درگذشتگان
- ۱۸ مارس – آن روبر ژاک تورگو، اقتصاددان فرانسوی (ز. ۱۷۲۷)
- ۲۷ مه – جیووانی باتیستا بکاریا، فیزیک‌دان ایتالیایی (ز. ۱۷۱۶)

۱۸مه توپاک آماروی دوم  رهبر ضد استعمار